# Hexafluorur d'urani
L'hexafluorur d'urani (UF
6), o fluorur d'urani (VI), és un compost format per sis àtoms de fluor i un d'urani. A condicions normals de pressió i temperatura es troba en estat de sòlid cristal·lí i és incolor o blanc. És un compost poc estable i reacciona vigorosament amb aigua formant fluorur d'hidrogen (HF), un gas corrosiu. També pot reaccionar violentament amb combustibles i a més a més és radioactiu, tòxic i perillós pel medi ambient.
Les utilitats d'aquest compost s'aprofiten a la indústria per separar els diferents isòtops de l'urani. Per fer-ho s'escalfa l'hexafluorur d'urani fins a la, relativament baixa, temperatura de sublimació del compost i, en estat gasós, se separen els isòtops mitjançant difusió gasosa o centrifugació de gasos, aconseguint urani enriquit i empobrit. L'urani enriquit s'usa als reactors de fissió per produir energia. L'urani empobrit s'emmagatzema en forma d'hexafluorur d'urani o es converteix en urani metàl·lic, un metall avantatjós militarment a causa de la seva alta densitat.